# Hermandad Nacional de Alféreces Provisionales
L'Hermandad Nacional de Alféreces Provisionales (HAP) va ser una organització d'excombatents amb el grau d'alferes provisional i grup de pressió d'extrema dreta a Espanya, identificat amb la dictadura franquista.

## Història i activitat
Va ser fundada el 27 d'abril de 1958 en un acte a Cerro Garabitas de la Casa de Campo de Madrid. Oposat a les mesures dels anomenats tecnòcrates, era el grup que aglutinava en el seu si als oficials d'encuny més ideologitzat i franquista. Va ser part de la Confederación Nacional de Excombatientes, bastió de l'anomenat búnker durant el tardofranquisme.
Perseguia «mantenir l'esperit de Falange i de la Guerra Civil en el si de l'oficialitat» de la dictadura franquista. Amb estrets vincles amb l'Exèrcit de Terra, i considerada per Navjas Zubeldia una «fita de l'extrema dreta militar», va ser la germanor de excombatents franquistes de major influència. Emprava com a símbol un estel de sis puntes.